# Garfield (Nova Jersey)
Garfield és una població dels Estats Units a l'estat de Nova Jersey. Segons el cens del 2008 tenia 28.971 habitants.

## Demografia
Segons el cens del 2000, Garfield tenia 29.786 habitants, 11.250 habitatges, i 7.425 famílies. La densitat de població era de 5.399,3 habitants/km².
Dels 11.250 habitatges en un 30,5% hi vivien nens de menys de 18 anys, en un 46,5% hi vivien parelles casades, en un 13,8% dones solteres, i en un 34% no eren unitats familiars. En el 27,4% dels habitatges hi vivien persones soles el 12,2% de les quals corresponia a persones de 65 anys o més que vivien soles. El nombre mitjà de persones vivint en cada habitatge era de 2,64 i el nombre mitjà de persones que vivien en cada família era de 3,26.
Per edats la població es repartia de la següent manera: un 22,4% tenia menys de 18 anys, un 9,6% entre 18 i 24, un 33,2% entre 25 i 44, un 20,8% de 45 a 60 i un 14,1% 65 anys o més.
L'edat mediana era de 36 anys. Per cada 100 dones de 18 o més anys hi havia 92 homes.
La renda mediana per habitatge era de 42.748 $ i la renda mediana per família de 51.654 $. Els homes tenien una renda mediana de 35.987 $ mentre que les dones 26.896 $. La renda per capita de la població era de 19.530 $. Aproximadament el 6,4% de les famílies i el 7,8% de la població estaven per davall del llindar de pobresa.

## Poblacions properes
El següent diagrama mostra les poblacions més properes.